# Lomello
Lomello är en ort och kommun i provinsen Pavia i regionen Lombardiet i Italien. Kommunen hade 2 131 invånare (2018).